# Armer schwarzer Kater
Armer schwarzer Kater ist ein Reaktionsspiel für Kinder, das vor allem auf Kindergeburtstagen und in Kindergruppen in verschiedenen Varianten gespielt wird.

## Spielweise
Alle Spieler sitzen in einem Kreis. Zu Beginn des Spiels wird ein Spieler ausgewählt, der den Kater darstellt. Dieser krabbelt auf allen vieren zu einer Person und maunzt diese an, um sie auszuwählen. Der Auserwählte muss den Kater streicheln (Wange, Kopf oder Rücken) und dreimal deutlich „Armer schwarzer Kater“ sagen, ohne dabei zu lachen. Der Kater darf dabei versuchen, den ausgewählten Spieler mittels Grimassen, Fauchen, Miauen oder lustiger, katzenartiger Bewegungen zum Lachen zu bringen. Dabei muss er jedoch auf dem Boden und in der Rolle eines Katers bleiben und darf nicht sprechen. Ebenfalls ist es dem Kater untersagt, den Auserwählten zu kitzeln. Alle anderen Spieler dürfen sich über die beiden aktiv Spielenden äußern.
Schafft es der Kater nicht, den ausgewählten Mitspieler zum Lachen zu bringen, muss er einen anderen Mitspieler auswählen und es bei diesem erneut versuchen. Bringt der Kater einen ausgewählten Spieler aber zum Lachen, oder der Auserwählte kann „Armer schwarzer Kater“ (wegen des unterdrückten Lachens) nicht klar aussprechen, so wird dieser zum neuen Kater. Zusätzlich kann es als Pfänderspiel gespielt werden, bei dem das zum Lachen gebrachte Kind ein Pfand abgeben muss.